# Das Balkonzimmer
Das Balkonzimmer ist ein Gemälde von Adolph von Menzel aus dem Jahr 1845. Es ist das Hauptwerk seines frühen Schaffens und eins seiner bekanntesten Bilder. Seit 1903 gehört es zur Sammlung der Berliner Alten Nationalgalerie.

## Beschreibung
Das Gemälde hat die Maße 58 × 47 cm und ist in der Maltechnik Öl auf Pappe ausgeführt. Menzels Signatur befindet sich unten rechts: A.M. /45.  Vom Künstler gekauft hat es die Kunsthandlung R. Wagner in Berlin. Im Januar 1903, zwei Jahre vor Menzels Tod, erwarb Hugo von Tschudi als damaliger Direktor der Nationalgalerie das Bild. Seitdem trägt es die Inventarnummer A I 744.
Das Bild erzeugt die Stimmung einer bürgerlichen Wohnung an einem sommerlichen Nachmittag. Die kühle Behaglichkeit des Raumes steht im Gegensatz zur Hitze draußen. Das Zimmer ist auffallend spärlich möbliert oder ausgeräumt und wird vom Sonnenlicht, das durch eine weiße Gardine dringt, durchflutet. Die Gardine ist leicht gebläht, was auf einen schwachen Windstoß schließen lässt. Der Raum wirkt in seiner Leere fast öd. Nur ein paar Alltagsmöbel: ein Spiegel, zwei willkürlich platzierte voneinander abgewandte Stühle, ein bescheidener Teppich und am linken Bildrand ein schemenhaft angedeutetes Sofa, das aber im Spiegel deutlicher erscheint, stehen in dem Zimmer. Der Raum wirkt, völlig im Gegensatz zu den üblichen Zimmerbildern der Biedermeierzeit, die Bequemlichkeit, Wohlstand und Stilgefühl vermitteln sollten, unbequem. Er ist menschenleer, nachlässig eingerichtet und unspektakulär alltäglich. Hier wird nichts inszeniert oder erzählt. In Menzels gegenständlich leerem Bild wirkt allein die zurückhaltende Farbigkeit eigenständig, atmosphärisch frisch und lebendig. Besonders der Lichteinfall durch die geöffnete Balkontür gibt dem Bild seinen rätselhaften Reiz. Der Lichtschein erhellt den polierten Holzfußboden und den Wandspiegel, der ein nicht näher definierbares goldgerahmtes Bild im unsichtbaren Bereich des Zimmers oberhalb des Sofas halb reflektiert. Die Wand, die die ganze linke Hälfte des Bildes einnimmt, weist eine Fläche in hellerer Farbgebung mit erkennbarer Struktur des Farbauftrags auf. Betrachter stellten sich die Frage, ob das Bild womöglich dort unfertig sei, ob es sich um einen Lichtreflex handelt oder ob da ein neuer Anstrich der Wand unterbrochen wurde. Doch die Komposition der linken Bildhälfte mit ihrem schattenhaften Sofa lässt nach Ansicht des Kunsthistorikers Claude Keisch keine „Plastizität“ zu. Die Hälfte des Bildes besteht aus einer unbestimmbaren Fläche. So steht es im Gegensatz zur traditionellen Auffassung von Perspektive, denn es täuscht verschiedene Blickhöhen vor, wie das Auge, das unterschiedlich je nach Distanz, sich anpasst und am Rand liegende Gegenstände unscharf oder verwischt sieht. Diese Fähigkeit des menschlichen Auges zur selektiven Wahrnehmung, die Menzel in diesem Bild anspricht, steht außerdem einer ehernen Regel der Malerei seit der Renaissance entgegen, nämlich dem „Stillstand der Zeit“. Das Balkonzimmer entstand in einer Zeit, als das trügerische Idyll des Biedermeiers sich langsam auf eine Revolution hin bewegte.

## Hintergrund

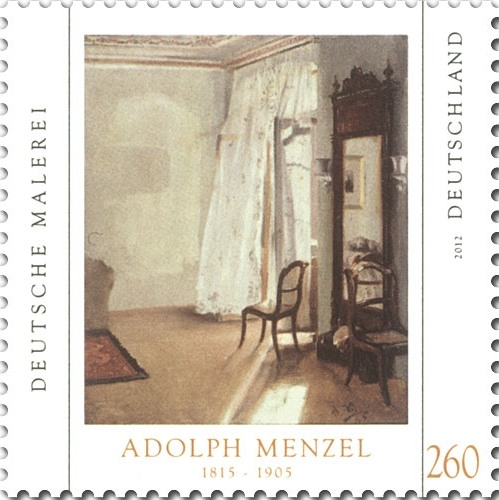
Briefmarke mit dem Balkonzimmer

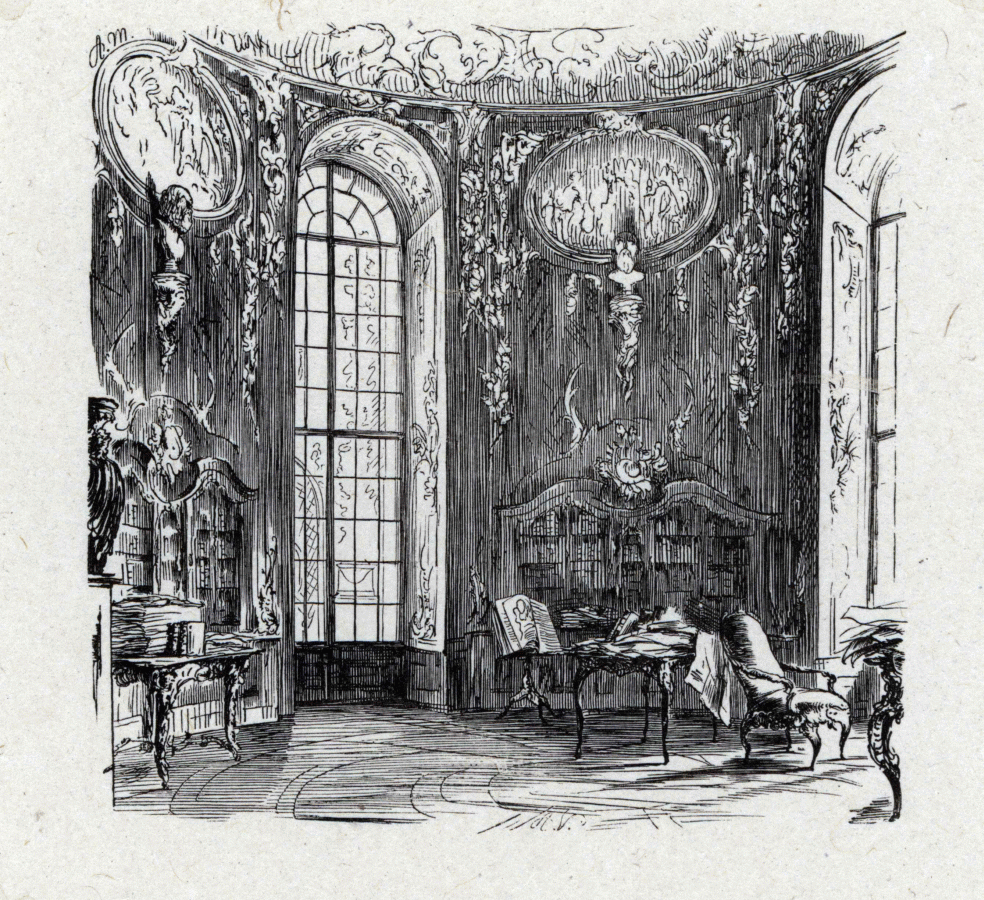
Bibliothek im Schloss Sanssoucis

Menzel malte bis 1848 zahlreiche Bilder von Innenansichten. Dieses Zimmer gehörte zur Wohnung der Familie Menzel in der Schöneberger Straße, damals am südöstlichen Stadtrand Berlins gelegen, wo der Künstler mit seiner Mutter und den Geschwistern lebte. In der Zeit fertigte er auch die Illustrationen zur mehrbändigen Geschichte Friedrichs des Großen von Franz Theodor Kugler (bis 1842) an, die seinen künstlerischen Durchbruch bedeuteten. In Kuglers Werk hatte Menzel bereits das Motiv einer das Licht durchlassenden Tür im 42. Kapitel verwandt. Es ist ein Holzschnitt der runden Bibliothek im Schloss Sanssouci, der die bis zum Boden reichenden Fenster lichtdurchflutet darstellt. Neben dem Bild aus dieser Wohnung fertigte Menzel weitere Bilder aus den Wohnungen in der Ritterstraße und von der Marienstraße.

## Rezeption
Hugo von Tschudi, dem damaligen Direktor der Nationalgalerie, und auch Julius Meier-Graefe, fiel es schwer, dieses Bild zu beschreiben und zu deuten. So sah Tschudi das Bild als „unscheinbares Wunder“, das nicht durch „plumpe Worte“ erfasst werden könne. Meist bezogen sich die Deutungen dieses Bildes auf die Lichtführung und seine farbige Umsetzung. Doch hat es in späterer Zeit eine Neubewertung gegeben, die den Raum mit einbezieht. Es ist der bereits erwähnte Gegensatz der Menzelschen Komposition zur überlieferten Tradition einer perspektivisch einheitlichen Darstellung. Es fehlt die vordere und seitliche Begrenzung, die dem Auge Anhaltspunkte geben, was das ungewöhnlich Fremdartige, Luftige und Reizvolle ausmacht.
Der Kunsthistoriker Lucius Grisebach hält das Bild für unvollendet, obwohl es signiert ist, und ist der Ansicht, dass es sich um eine seiner privaten Studien handelt, die nicht für die Öffentlichkeit gedacht waren. Das Balkonzimmer ist als eine Art Übung zur Verwendung des Lichts in seinen späteren offiziellen Bildern, wie das Flötenkonzert Friedrichs des Großen in Sanssouci, aufzufassen. Erst in Menzels letzten Lebensjahren sind diese Studien bekannt geworden. Menzels private Malerei hatte das Ziel, eine reizvolle Situation mit malerischen Mitteln festzuhalten. Er hat damit im privaten Bereich das vorweggenommen, was die französischen Impressionisten, aber auch Max Liebermann erst später öffentlich vertraten.
Die Journalistin Gabriela Walde findet den hellen Fleck an der Wand, der viele Kunsthistoriker beschäftigt habe, „mysteriös“. Sie sieht in dieser Unbestimmtheit „die Qualität und das Neuartige des Gemäldes“. Das Thema sei „nicht mehr der Innenraum, sondern das Immaterielle, das Licht.“
Der Schweizer Schriftsteller Christoph Geiser behandelt das Bild in seinem Erzählband Verfehlte Orte (ISBN 978-3-906910-51-2) in einer Geschichte mit dem Titel: Carlchen – oder das Balkonzimmer.
Im Juni 2012 wurde das Gemälde für die Sondermarkenserie „Deutsche Malerei“ als 260-Cent-Briefmarke Adolph Menzel – Das Balkonzimmer herausgegeben. Ausgabetag war der 14. Juni 2012.
Claude Keisch, bis 2003 Kustos an der Berliner Alten Nationalgalerie, sieht in dem Bild den Gegensatz zu zahllosen Zimmerbildern der Biedermeierzeit, bei denen „alle Stimmung der Beschreibung eines Inventars untergeordnet“ werden.

## Ausstellungen (Auswahl)
- 1. Mai bis 23. Oktober 1904: Internationale Kunstausstellung, Städtischer Kunstpalast in Düsseldorf
- Januar bis Mai 1906: Jahrhundert-Ausstellung: Ausstellung deutscher Kunst aus der Zeit von 1775–1875 Königliche National-Galerie in Berlin
- Februar bis März 1935: Adolph Menzel. Zum 120. Geburtstag und 30. Todestag des Künstlers. Nationalgalerie in Zusammenarbeit mit der Preußischen Akademie der Künste, Berlin.
- Juni bis August 1952: Ein Jahrtausend Deutscher Kunst. Meisterwerke aus den Berliner Museen. Neues Museum und Landesmuseum in Wiesbaden
- 1956: A Hundred Years of German Painting Tate Gallery, London
- 14. Februar bis 20. April 1975: Deutsche Malerei im 19. Jahrhundert. Eine Ausstellung für Moskau und Leningrad. Städelsches Kunstinstitut und Städtische Galerie, Frankfurt am Main
- 15. April bis 28. Juli 1996: Menzel, 1815–1905, „la névrose du vrai“. Musée d’Orsay in Paris
- 24. September 1998 bis 10. Januar 1999: Innenleben. Die Kunst des Interieurs. Vermeer bis Kabakov. Städelsches Kunstinstitut und Städtische Galerie, Frankfurt am Main
- 22. Juni bis 2. September 2007: Blicke auf Europa. Europa und die deutsche Malerei des 19. Jahrhunderts Bayerische Staatsgemäldesammlungen, Neue Pinakothek, München